# Nueltin Lake
Der Nueltin Lake (deutsch Nueltinsee) ist ein See an der Grenze zwischen Nunavut und Manitoba, 250 km westlich der Hudson Bay, wobei die größere Seefläche in Nunavut liegt.

## Lage
Der Nueltin Lake wird durch eine Reihe von Narrows (Kanälen) in zwei Seeteile – eine südliche und eine nördliche – aufgespalten.
Der größere Seeteil liegt in Nunavut.
Der Fluss Thlewiaza River durchfließt den See und entwässert ihn zur Hudson Bay hin.